# Orchestra sinfonica di Bamberga
L'Orchestra sinfonica di Bamberga (tedesco: Bamberger Symphoniker - Bayerische Staatsphilharmonie) è un'orchestra tedesca con sede a Bamberga.

## Storia
L'orchestra è stata costituita nel 1946 principalmente da musicisti tedeschi espulsi dalla Cecoslovacchia sotto i decreti Beneš, che erano stati in precedenza membri della Orchestra Filarmonica di Praga tedesca. L'orchestra ricevette il titolo di Bayerische Staatsphilharmonie (Filarmonica di Stato Bavarese) nel 1993. L'orchestra ha commemorato il 60º anniversario il 16 marzo 2006.
Dal 1993, la sede dell'orchestra è la Konzert und Kongresshalle (Sala dei Concerti e dei Congressi), che ha il soprannome Sinfonie an der Regnitz (Sinfonia sul Regnitz). I concerti prima del 1993 venivano dati al Dominikanerbau. L'orchestra riceve un sostegno finanziario da parte dello Stato Libero di Baviera, la città di Bamberga, quartiere Oberfranken e il quartiere di Bamberga. Il governo della Baviera ha eliminato i debiti finanziari dell'orchestra nel 2003.
Joseph Keilberth è stato il primo direttore principale dell'orchestra. Altri direttori principali sono stati Eugen Jochum, James Loughran e Horst Stein, ognuno dei quali anche ricoperto il titolo di direttore onorario dell'orchestra. Dal gennaio 2000, Jonathan Nott è stato direttore principale dell'orchestra. Qualche anno dopo aver prolungato, nel 2009, il suo contratto con Bamberg fino al 2012, nel mese di agosto 2011 l'orchestra ha esteso ulteriormente il contratto di Nott per tutta la stagione 2015-2016. È programmato che Nott si dimetta da direttore principale dell'orchestra dopo la stagione 2015-2016. Nel mese di settembre 2015, l'orchestra ha annunciato la nomina di Jakub Hrůša come suo prossimo direttore principale, a partire dalla stagione 2016-2017, con un contratto iniziale di 5 anni, a seguito di 5 precedenti apparizioni come direttore ospite con l'orchestra. Herbert Blomstedt è stato nominato direttore onorario dell'orchestra nel marzo 2006. Robin Ticciati divenne direttore ospite principale dell'orchestra nella stagione 2010-2011.
L'orchestra è associata con la triennale Premio per la Direzione Gustav Mahler, istituito durante il mandato di Nott e il primo premio nel 2004 è stato aggiudicato a Gustavo Dudamel. L'orchestra ha fatto un certo numero di registrazioni per la Vox Records con János Fürst, alcune delle quali sono state ristampate su CD. Ha anche registrato musica di Joaquín Turina per la RCA Records con il direttore Antonio de Almeida.

## Principali direttori
- Joseph Keilberth (1949-1968)
- Eugen Jochum (1969-1973)
- James Loughran (1979-1983)
- Witold Rowicki (1983-1985)
- Horst Stein (1985-1996)
- Jonathan Nott (2000-2016)
- Jakub Hrůša (2016-attuale)

## Prime mondiali
- Hans-Jürgen von Bose: Werther-Szenen. Ballett (1989)
- Moritz Eggert: Adagio – An Answered Question (1996, direttore: Horst Stein)
- Gottfried von Einem: Nachtstück (op. 29, 1962, direttore: Joseph Keilberth)
- York Höller: Aufbruch (1989, direttore: Hans Zender)
- Rudolf Kelterborn: Sinfonie Nr. 4 (1987, direttore: Horst Stein)
- Horst Lohse: Bamberg Symphony (1986, direttore: Horst Stein); Die vier letzten Dinge (Quasi una Sinfonia da Requiem) (1997, direttore: Aldo Brizzi)
- Bruno Mantovani: Mit Ausdruck (2003, direttore: Jonathan Nott); Time stretch (on Gesualdo) (2006, direttore: Jonathan Nott)
- Wolfgang Rihm: Verwandlung 4 (2008, direttore: Jonathan Nott)
- Mark-Anthony Turnage: Juno e The Torino Scale (da: Asteroids per Orchestra) (2007, direttore: Jonathan Nott)
- Jörg Widmann: Lichtstudie I (2001, direttore: Christoph Poppen), Lied für Orchester (2003, direttore: Jonathan Nott)